# Simon Libsig
Simon Libsig (* 1977 in Ennetbaden) ist ein Schweizer Schriftsteller und Spoken-Word-Künstler.

## Leben und Werk
Simon Libsig wuchs in Ennetbaden auf. Nach dem Gymnasium studierte er in Zürich und Paris Politikwissenschaften. Zunächst arbeitete er als Journalist unter anderem bei Schweizer Radio DRS, bevor er sich als freier Autor selbständig machte.
Er trat während Jahren regelmässig an Poetry-Slam-Veranstaltungen in der Schweiz und im angrenzenden Ausland auf, seit 2006 ist er mit wechselnden Bühnenprogrammen auf Tournee.
Regelmässig erscheinen Audio-, Video- und Text-Kolumnen. In seinen Stücken und Texten beschreibt Simon Libsig Szenen und Menschen aus dem Alltag und beschäftigt sich so mit der Wahrnehmung der eigenen Identität, dem Verfassen von Lebensentwürfen und der Reibung zwischen Fremd- und Selbstwahrnehmung.
Neben Auftritten und journalistischen Publikationen veröffentlicht Libsig regelmässig Tonträger und Bücher mit seinen Texten. Er arbeitet dabei oft mit anderen Künstlern zusammen, so zum Beispiel mit Daniel Hildebrand, Max Lässer oder Stephan Liechti.
Simon Libsig unterrichtet im Rahmen von Schreibförderung- und Storytelling-Workshops, etwa im Kanton Aargau bei «Kultur macht Schule» oder bei der Schweizerischen Textakademie.
Er hat im Jahr 2003 die Spoken-Word-Bühne «Stoffwechsel» in Baden gegründet und kuratiert das Programm bis heute.
Sein erster Roman Leichtes Kribbeln erschien 2014 im Oltner Knapp Verlag. Im Mittelpunkt steht Mark Morgan, Kind wohlhabender Eltern, aus dessen Perspektive der Autor eine Familienkrise und eine gespaltene Dorfgemeinschaft analysiert.

## Werke

### Bücher
- Bissig in Moll. Slam Poetry. Buch + CD. Echtzeit Verlag, Basel 2008, ISBN 978-3-905800-21-0.
- Sprechstunde. 17 Geschichten mit Nebenwirkungen (mit Illustrationen von Hans J. Walter). Buch + CD. Echtzeit, Basel 2010, ISBN 978-3-905800-36-4.
- Auf, zum Mond!. Kinderbuch (mit Illustrationen von Stephan Liechti). Echtzeit, Basel 2012, ISBN 978-3-905800-41-8.
- Lichtes Kribbeln. Roman. Knapp, Olten 2014, ISBN 978-3-905848-92-2.
- Der Velodieb, der unters Auto kam. Roman. Librium, Baden 2018, ISBN 978-3-9525046-0-4.
- Gänx. Stibitzt & zugeklebt. Bilderbuch (mit Illustrationen von Sarah Hügin). Librium, Baden 2020, ISBN 978-3-9525046-1-1.

### Diskografie
- Trostmaterial, mit Max Lässer und Daniel Hildebrand
- erfunden, aber wahr, 2009
- Baden Balladen, 2011
- erfunden, aber wahr Vol. II, 2012
- Sprechreiz. Geschichten mit Nebenwirkungen, King Motor Records, 2013

## Auszeichnungen
- 2005: Pro-Argovia-Artist (mit dem Musiker Daniel Hildebrand)
- 2009: Swiss Comedy Award (Publikumspreis)
- 2009: Kulturförderpreis der Alexander-Clavel-Stiftung